# Fritz Hansen (Unternehmen)
Die Fritz Hansen A/S, auch unter dem Namen Republic of Fritz Hansen bekannt, ist ein dänischer Möbelhersteller, der durch die Produktion von Entwürfen dänischer Designer wie Arne Jacobsen, Hans J. Wegener oder Børge Mogensen bekannt wurde. Der Sitz des Unternehmens befindet sich in Allerød.

## Geschichte

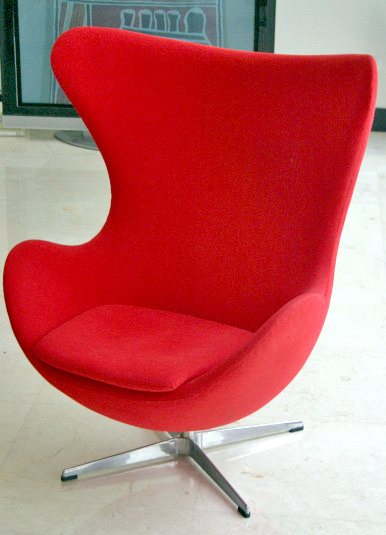
Fritz Hansen produziert das 1958 von Arne Jacobsen entwickelte Ei.

Das Unternehmen wurde 1872 vom Tischlermeister Fritz Hansen (1847–1902) als Tischlerwerkstatt in Kopenhagen im Umfeld des Schlosses Amalienborg gegründet. 1896 wurde eine Produktionsstätte mit Sägemühle nördlich von Kopenhagen in Lillerød errichtet. Als Hansens Sohn Christian Edvard (* 1874; † 1954) die Firma 1899 übernahm, hatte sie 50 Angestellte. Unter der Führung von Christian E. Hansen entwickelte sich die Firma von einem Handwerksbetrieb zu einem Industriebetrieb. 1915 produzierte die Firma den ersten dampfgebogenen Holzstuhl in Dänemark.

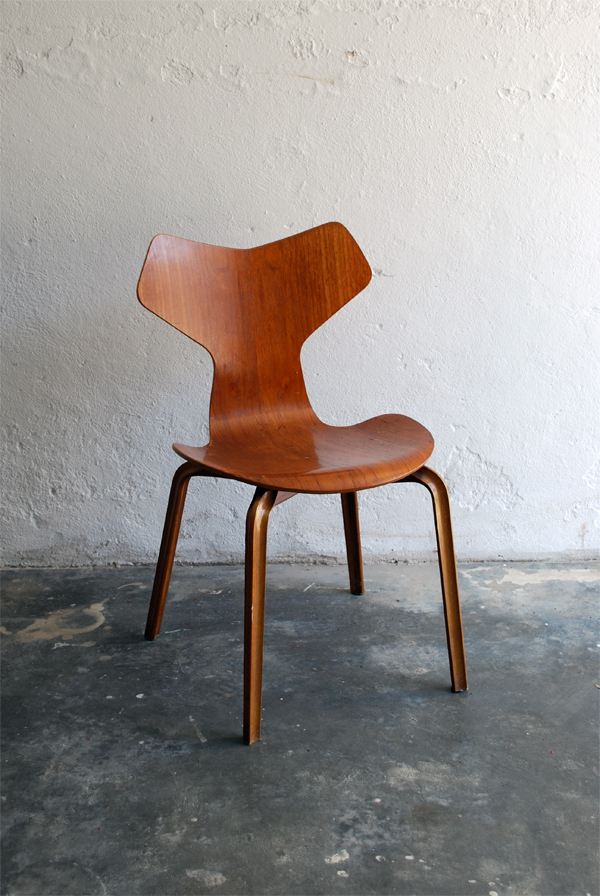
Frühes Exemplar des Grand-Prix-Stuhls

Die beiden Söhne von Christian E. Hansen, Poul Fritz Hansen und Søren Christian Hansen, waren ab 1928 in der Firma tätig. Besonders Poul Fritz Hansen begann 1934 mit dem Architekturprofessor Kaare Klint und dem Architekten Arne Jacobsen zusammenzuarbeiten. Klint ließ von Hansen Regalsysteme und Schrankwände bauen. Aus der Kooperation mit Jacobsen entstand ein Stuhl, den er für das Restaurant des Bellevue-Theaters in Klampenborg verwendete. Fortan entwickelte Jacobsen alle seine Sitzmöbel wie die Stühle Ameise, Grand Prix und die Serie 7, sowie die Sessel Ei und Schwan – beides Werke für sein Gesamtkunstwerk SAS Royal Hotel – mit Hilfe von Hansen. Die Firma bekam von Jacobsen die Lizenz zur Produktion seiner Möbelentwürfe. Auch Hans J. Wegner und Børge Mogensen arbeiteten in den 1940ern mit Fritz Hansen. Wegner entwickelte 1944 den Chinastuhl und Morgensen 1945 das Spokeback Sofa.
In den 1960er Jahren wurde die Produktion in das nördlich von Kopenhagen gelegene Allerød verlegt. Die Firma wurde 1979 von der Skandinavisk Holding aufgekauft. Eine Zusammenarbeit mit McDonald’s wurde 2007 beendet, als McDonald’s neben originalen Möbeln von Fritz Hansen auch nicht lizenzierte Kopien in seinen Restaurants in England verwendete.

## Firmendaten
2008 beschäftigte Fritz Hansen A/S 279 Mitarbeiter. Der Jahresumsatz 2008 betrug rund 88 Mio. Euro. Bei den Absatzmärkten liegt Skandinavien mit 49 Prozent vor Europa und Asien. Sieben Prozent der Erzeugnisse gehen nach Nordamerika. Sessel und Couchen hatten 2008 einen Anteil von 38 Prozent bei den Erzeugnissen vor Stühlen (36 Prozent) und Tischen (16 Prozent).